# Myxosargus braueri
Myxosargus braueri är en tvåvingeart som beskrevs av Samuel Wendell Williston  1888. Myxosargus braueri ingår i släktet Myxosargus och familjen vapenflugor. Inga underarter finns listade i Catalogue of Life.